# Église Saint-Christophe de Montvalent
L'église Saint-Christophe de Montvalent est une église catholique située à Montvalent, en France.

## Localisation
L'église est située dans le département français du Lot sur le territoire de la commune de Montvalent.

## Historique
Le castrum de Montvalent dépendait de Brassac, châtellenie de la vicomté de Turenne, situé en contrebas du village actuel. Il a été élevé sur un éperon rocheux. D'après René Clary, l'église paroissiale était la chapelle castrale sous le vocable saint Jean. En 1530, l'église paroissiale Saint-Namphaise et la chapelle castrale sont des annexes de l'église Saint-Christophe de Brassac dont il restait en 1831 des vestiges en petits blocs d'après l'historien Jacques-Antoine Delpon. La chapelle castrale a repris le vocable de l'ancienne église Saint-Christophe de Brassac.
Le chevet et le portail de l'église doivent dater de la seconde moitié du XIIe siècle.
L'édifice a été inscrit au titre des monuments historiques le 13 octobre 1975.
Plusieurs objets sont référencés dans la base Palissy.

## Illustrations

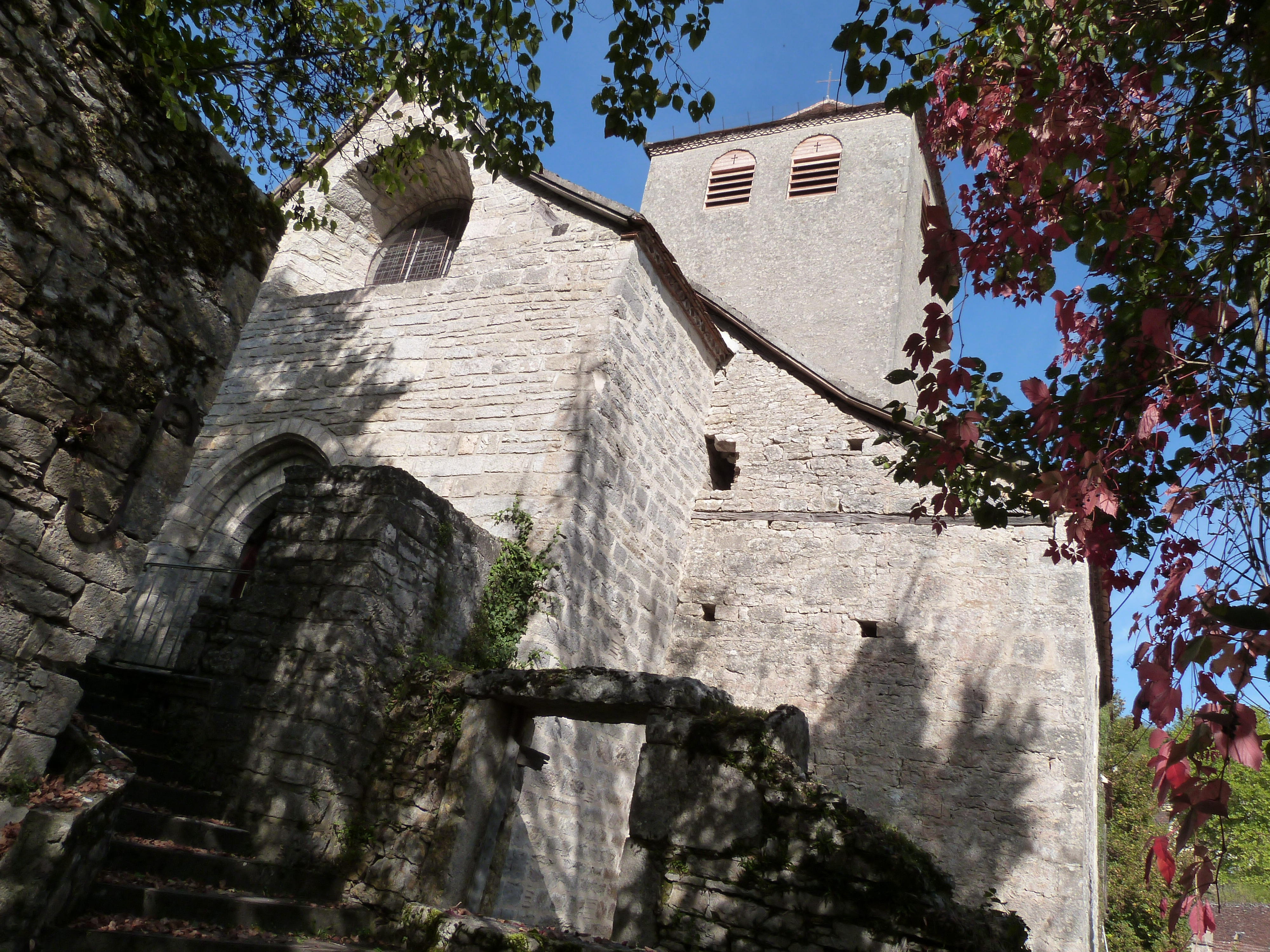
Façade Ouest.
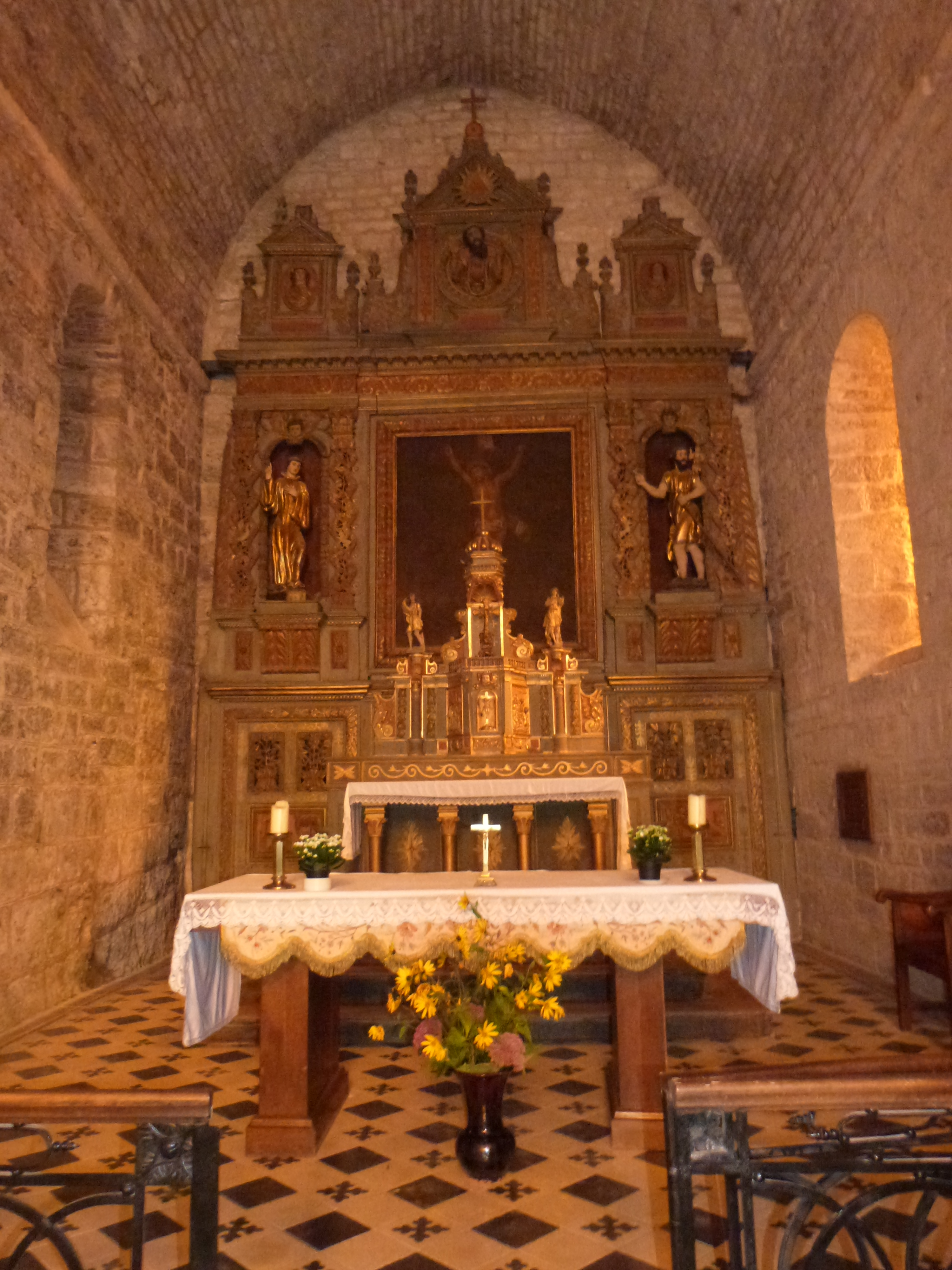
Chœur.
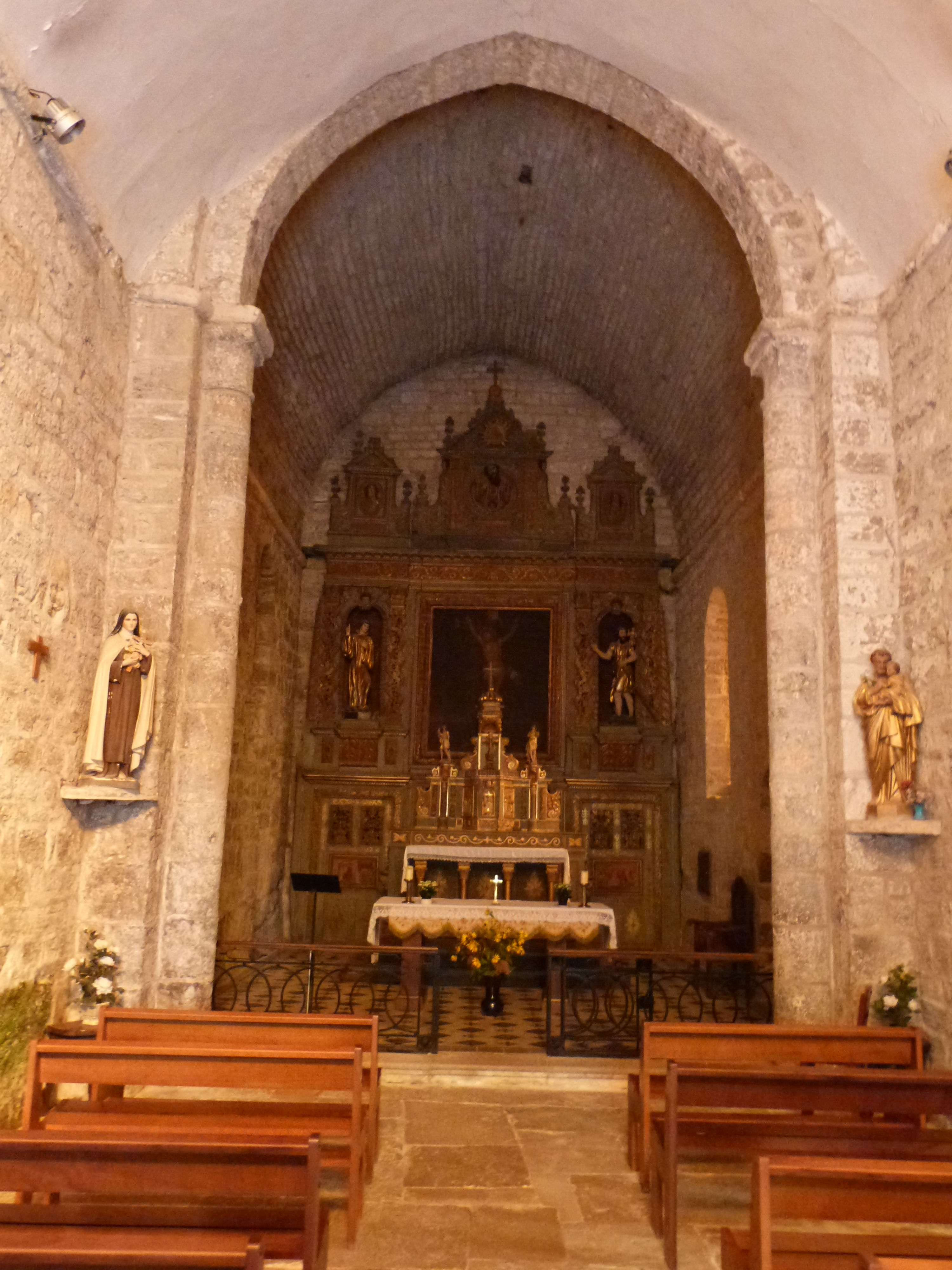
Nef et chœur.
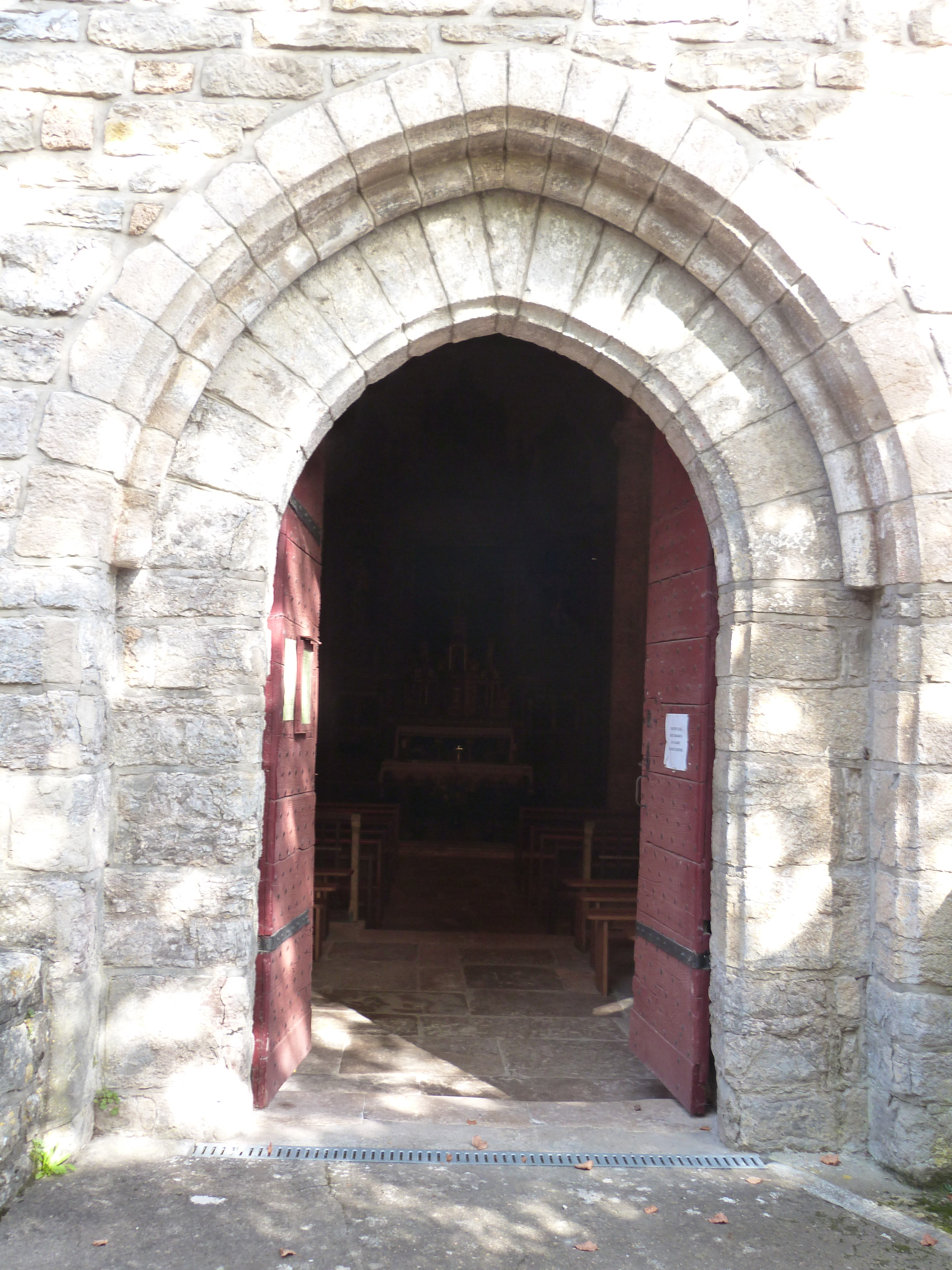
Portail.